# Holobremia cylindricus
Holobremia cylindricus är en tvåvingeart som beskrevs av Kashyap 1987. Holobremia cylindricus ingår i släktet Holobremia och familjen gallmyggor. Inga underarter finns listade i Catalogue of Life.